# Kalmiopsis leachiana
Kalmiópsis leachiána (рус. Кальмиопсис Лича) — вечнозелёный кустарник родом из западной Северной Америки, вид рода Кальмиопсис (Kalmiopsis) семейства Вересковые (Ericaceae). Типовой вид рода.

## Ботаническое описание
Kalmiopsis leachiana — вечнозелёный низкорослый кустарник, обычно не превышающий 40 (редко 80) см в высоту, с многочисленными прямостоячими веточками. Молодые веточки красновато-сиреневые, железисто-опушённые, затем оголяющиеся и становящиеся тёмно-серыми. Листья с заметным запахом, на коротких черешках, железисто-опушённые, продолговато-эллиптические, с цельным краем, 10—25×5—12 мм. Верхняя поверхность листа светло-зелёная, нижняя — тёмно-зелёная.
Цветки собранные по 5—15 в прямостоячие соцветия с листовидными прицветниками, на железисто-опушённых цветоножках. Чашечка разделена на 5 долей, светло-сиреневого цвета, каждая из долей 3—5 мм длиной, яйцевидная, с реснитчатым краем. Венчик до 2 см в диаметре, колокольчатой формы, пятилепестковый, сросшийся на протяжении почти половины длины, бледно- или ярко-розового цвета. Тычинки в количестве 10, до 10 мм длиной, с сиреневыми пыльниками. Пестик 15—20 мм длиной.
Плод — пятигнёздная почти шаровидная коробочка с 50—150 мелкими яйцевидными семенами 0,3—0,7 см длиной.
Набор хромосом — 2n = 24.

## Экология
Kalmiopsis leachiana произрастает на различных почвах на открытых местах в горах, на высоте 600—1400 м над уровнем моря.

## Ареал
Эндемик гор Сискию на юго-западе Орегона (округа Карри и Джозефин). Кальмиопсис — единственный род цветковых растений, эндемичный для этого штата.

## Значение
Kalmiopsis leachiana иногда выращивается как редкое декоративное садовое растение. Выведен межродовой гибрид с его участием: ×Kalmiothamnus ornithomma [Rhodothamnus chamaecistus × K. leachiana].

## Таксономия

### Синонимы
- Rhododendron leachianum L.F.Hend., 1931basionym
- Rhodothamnus leachianus (L.F.Hend.) H.F.Copel., 1943